# Кременецька обласна гуманітарно-педагогічна академія імені Тараса Шевченка
Кремене́цька обласн́а гуманіта́рно-педагогі́чна акад́емія і́мені Тара́са Шевче́нка — заклад вищої освіти третього рівня акредитації у місті Кременець Тернопільської області.

## Відомості про академію
Академія готує бакалаврів та магістрів, а фаховий коледж академії готує фахових молодших бакалаврів.
Діє аспірантура за спеціальністю 011 Освітні, педагогічні науки для здобуття ступеня доктора філософії.
Форми навчання: денна, заочна
Кваліфікаційні рівні: бакалавр, магістр, доктор філософії/доктор мистецтва, фаховий молодший бакалавр
ЗВО/ВНЗ заснований у 2002 році. Статус комунальний. III рівень акредитації. Документ про освіту (диплом) та додаток до нього.
Абітурієнтам
ВЕБ-САЙТ https://kogpa.edu.ua/uk/vstupnyku.

## Історія закладу
У кожного навчального закладу – свій неповторний шлях в освітянській історії народу та власна творча борозна на ниві національної системи освіти і науки. Без перебільшення, поряд з такими містами, як Львів, Острог, Луцьк, наш Кременець може вважатись одним із першоджерел, а впродовж багатьох десятиліть і центром зародження, становлення і розвитку вищої школи не лише у Волинському краї, а й на теренах всієї Західної України.
Вже з 1636 року тут діє Братська школа як філія Києво-Могилянської академії. І саме Кременець через два роки після заснування цієї школи дарує освітянам України перший підручник граматики.
Протягом 1731–1753 років споруджується костьол Святого Духа з приміщеннями для єзуїтського колегіуму – так постає знаменитий історико-архітектурний комплекс, відомий під назвою „корпуси Кременецького ліцею” або „Ліцейний корпус”. А єзуїтський колегіум –  престижна освітня установа тих часів – функціонує впродовж 1756–1773 років.
Два десятиліття після колегіуму, з 1774 по 1793 рік, в його корпусах діяли окружна і підокружна школи. Остання у своїй структурі мала три класи з двохрічним навчанням у кожному з них.
З 1803 року в тодішній Росії запроваджується єдина система освіти: університет, гімназія, повітове училище, парафіяльна школа. 29 липня 1805 року Олександр І підписав Статут Волинської гімназії в авторстві Тадеуша Чацького і Гуго Колонтая, чим започаткував існування цього відомого навчального закладу, відкриття якого відбулось 1 жовтня 1805 року. Термін навчання у гімназії складав 10 років, а початковий штат включав 31 особу, з яких – 19 педагогів, 7 чоловік допоміжного персоналу і 5 – адміністративного .
Гімназія функціонувала до 18 січня 1819 року – до дня, коли  Олександр І  своїм указом реорганізував її у Волинський ліцей з таким же терміном навчання – 10 років, з яких перші чотири роки припадали на однорічні класи, а наступні шість – на 3 двохрічні курси. Кадри викладачів формувались за рахунок випускників Краківського і Віленського університетів, а потім і зі своїх випускників, які здобули університетську освіту. Серед останніх помітними постатями були літератор Йозеф Коженьовський, природознавець Антоній Анджейовський, філософ Міхал Вишневський та інші. У ліцеї навчалися понад шістсот учнів, які студіювали п’ять мов (російську, польську, грецьку, німецьку, французьку і латинську), ще п’ять предметів природничо-математичного циклу (ботаніку, зоологію, хімію, фізику, математику), чотири соціально-економічних дисципліни (історію, географію, право, політичну економію з елементами комерції), факультативні предмети (архітектуру, мінералологію, військову справу), а також проходили курси малювання, музики, співу, хореографії, фехтування і верхової їзди. Ліцей мав солідну навчально-матеріальну базу: його бібліотека нараховувала до 50 тисяч томів, мінералологічний кабінет – 15, 5 тисяч експонатів, а нумізматична колекція складала понад 20 тисяч монет і медалей; у фізичному кабінеті нараховувалось більше 260 одиниць навчального приладдя; діяла астрономічна обсерваторія, навчальні майстерні та кабінети, кузня; була значна колекція творів мистецтва. У 1833 році Ліцей було закрито, а його навчально-матеріальна база перевезена до Києва, де згодом на її основі започатковано Університет Святого Володимира.
Номінальним спадкоємцем Волинського ліцею стала Волинська духовна семінарія, що функціонувала в 1836–1902 роках, серед викладачів якої – відомий вчений-філолог Микола Петров, визначний дослідник історії Волині Микола Теодорович. Контингент слухачів семінарії складав 500–600 вихованців, щорічний випуск – близько 100 чоловік; основними навчальними дисциплінами були грецька, латинська, церковно-слов’янська мови, Святе Письмо, Біблійна історія, церковний статут, літургіка, катехизис, теологія, історія церкви. Навчання велося російською мовою.
Наступним було Волинське Віталіївське єпархіальне жіноче училище, яке існувало з 1881 року у приватних будинках, а з 1902 до 1920 року, після закриття семінарії, – у її приміщеннях. У трьох класах училища навчались близько 140 вихованок, з якими працювали 13 викладачів і 6 виховательок. Вивчались різноманітні предмети: Закон Божий, словесність, російська мова, історія, географія, арифметика, геометрія, фізика, дидактика, співи, ручна праця.
Бібліотека училища складала більше тисячі назв книг фундаментального значення, більше 400 назв учнівських підручників і посібників, окрім цього – літературу економічно-комерційного змісту, різноманітну періодику.
Із 27 травня 1920 року по вересень 1939 року в історичних корпусах колишнього єзуїтського колегіуму, Волинської гімназії та Волинського ліцею діяв їх новий освітянський спадкоємець – Кременецький ліцей, який, маючи багатофункціональну навчально-виробничу структуру, став помітним явищем у соціально-культурному житті краю.
Структуру ліцею складали: гімназія імені Тадеуша Чацького, з часом реорганізована в гуманітарний і природничий ліцеї; учительська гімназія на базі середньої освіти; семикласна базова школа, педагогічний ліцей, рільничо-лісова школа, а також ремісничо-промислові школи різного профілю у Вишнівці, Смизі, Лідихові, Білокриниці; діяли музичні та художні курси відповідно для вчителів музики і малювання.
Багатим було культурне життя ліцею: працював шкільний театр, славився своїми виступами симфонічний оркестр, діяло товариство фотографів, очолюване відомим фотохудожником того часу Генріком Германовичем; видавався часопис „Життя Кременецьке”, публікувалися книги власного авторства, зокрема, „Кременець”, „Кременецький ліцей у 1920–1935 роках”. Контингент студентів наближався до 900 чоловік.
Із 12 квітня 1940 року – з дня, коли було започатковано Кременецький державний учительський інститут, – в історії навчальних установ, що функціонували в стінах історико-архітектурного комплексу „Кременецький ліцей”, відбулась важлива подія: визначено їх основний профільний акцент – педагогічний – і розпочинається підготовка кадрів виключно для системи народної освіти, тобто вчителів для всіх рівнів загальноосвітньої школи, а згодом і для дошкільної освіти.
Учительський інститут діяв до початку окупації Кременця фашистськими військами. Його роботу було відновлено після звільнення міста: навчальний рік 1 вересня 1944 року розпочали 150 студентів, які навчалися на мовно-літературному, історичному, природничо-географічному і фізико-математичному факультетах. Навчальний процес забезпечували 36–39 викладачів, серед яких лише один мав науковий ступінь.
У 1950 році учительський інститут реорганізовано в педагогічний з тими ж факультетами, лише було відкрито факультет фізичного виховання, але ліквідовано історичний факультет. Зріс контингент студентів до 1000 чоловік на стаціонарному відділенні та до 2000 чоловік – на заочному. Зміцнився науково-кадровий потенціал: на 11 кафедрах працювали 112 викладачів, з яких на початку 60-х років більше 20 мали наукові ступені та вчені звання. Випуск фахівців складав від 90 до 240 чоловік на стаціонарі та від 100 до 360 – на заочній формі навчання. Свідченням потужних можливостей навчально-матеріальної бази інституту була його бібліотека – порядку 250 тисяч книг.
У 1969 році інститут переведено до Тернополя, де на сьогодні він функціонує в статусі Національного педагогічного університету імені Володимира Гнатюка, а в його навчальних корпусах відкрито Кременецьке педагогічне училище, якому в 1989 році було присвоєне ім’я Тараса Шевченка. Педучилище готувало фахівців двох спеціальностей: вчителів праці та креслення (контингент – 120 учнів) та вихователів дошкільних закладів (контингент – 60 учнів). Штат викладачів складав 19 чоловік. На завершення свого існування – в 1990/91 навчальному році – училище збільшило контингент учнів до 2000 чоловік, штат викладачів – до 128, а випуск фахівців складав 540 чоловік на денному відділенні та 160 – на заочному.
5 червня 1991 року освітянську естафету від педагогічного училища прийняв педагогічний коледж, який проіснував до 26 липня 2002 року, коли на його базі було утворено нинішній гуманітарно-педагогічний інститут. За час свого існування коледж збільшив контингент студентів з 1200 до 1600 чоловік, штат педагогічних працівників – з 102 до 182 чоловік, причім кількість викладачів з науковими ступенями зросла вдвічі. Найважливішим досягненням стала підготовка фахівців нових спеціальностей: поряд з вихователями дошкільних закладів і вчителями технологічної праці розпочалась підготовка вчителів музики і образотворчого мистецтва, англійської та німецької мов, біології та фізичного виховання.
Нову сторінку в історії освітніх установ, що існували в наших навчальних корпусах, відкрив і продовжує успішно писати гуманітарно-педагогічний інститут імені Тараса Шевченка, ініціатором відкриття й організатором діяльності якого виступив його чинний ректор, почесний академік Академії наук вищої школи України, заслужений працівник освіти України, професор А.М.Ломакович.
Відповідний науково-педагогічний потенціал, відкриття магістратури зі спеціальностей „Біологія”, „Музичне мистецтво”, „Технологічна освіта”; наукові публікації у форматі монографій, навчальних посібників з Грифом Міністерства освіти і науки України, статей у престижних фахових виданнях; участь у міжнародних і всеукраїнських наукових форумах; проведення наукових конференцій на базі інституту і видання збірників наукових праць фахівців інституту; продуктивні творчі зв’язки з вищими закладами освіти і науковими інституціями  України та зарубіжжя; постійна робота над удосконаленням навчально-матеріальної бази інституту; зміцнення зв’язків із дошкільними та загальноосвітніми навчальними закладами – це і свідчення здобутків на сьогоднішній день, і знак розуміння  важелів забезпечення позитивних перспектив розвитку інституту в напрямі досягнення високого статусу та гарантування стабільного місця в сучасній системі національної освіти.
6 березня 2012 року 43-я сесія Тернопільської обласної ради п’ятого скликання прийняла рішення щодо зміни типу та перейменування Кременецького обласного гуманітарно-педагогічного інституту ім.Тараса Шевченка в Кременецьку обласну гуманітарно-педагогічну академію ім.Тараса Шевченка. Після здійснення комплексу передбачених законодавством процедур юридичного, адміністративного та науково-педагогічного характеру, підготовки необхідних нормативних документів Державна реєстраційна служба України зареєструвала Статут Кременецької обласної гуманітарно-педагогічної академії ім.Тараса Шевченка.
Офіційна частина процесу реорганізації інституту шляхом перетворення його в академію завершилася і день 18 листопада 2014 року – день реєстрації Статуту академії – став відправною точкою нового етапу в історичному поступі нашої альма-матер – у статусі гуманітарно-педагогічної академії.

## Факультети
Гуманітарно-технологічний факультет
Декан — Омельчук Олександр Васильович, кандидат педагогічних наук, доцент.
Факультет об'єднує чотири кафедри:
- кафедра іноземних мов та методики їх викладання (зав.кафедрою — доцент, кандидат філологічних наук Кучер В.В.),
- кафедра української мови і літератури та методик їх навчання (зав.кафедрою — доктор філологічних наук, доцент Назарець В.М.),
- кафедра теорії та методики трудового навчання та технологій (зав.кафедрою — кандидат педагогічних наук Цісарук І.В.).
- кафедра інформаційних технологій та методики навчання інформатики (зав.кафедрою — доцент, кандидат технічних наук Бабій Н.В.)

Підготовка фахівців здійснюється за освітньо-кваліфікаційними рівнями:
- бакалавр
- магістр

На факультеті студенти здобувають фах вчителя української мови та літератури, англійської, німецької, польської мов, трудового навчання та технології, інформатики.
Факультет дошкільної і початкової освіти, історії та мистецтв
Декан — Соляр Лариса Віталіївна, кандидат педагогічних наук, доцент.
Факультет об'єднує три кафедри:
- кафедра педагогіки, дошкільної та початкової освіти (зав.кафедрою — кандидат педагогічних наук, професор Бенера В.Є.),
- кафедра мистецьких дисциплін та методик їх навчання (зав.кафедрою — кандидат педагогічних наук, доцент Ратинська І.В.),
- кафедра історії та методики навчання (зав.кафедрою — доктор історичних наук, професор Скакальська І.Б.).

Підготовка фахівців здійснюється за освітньо-кваліфікаційними рівнями:
- бакалавр
- магістр

На факультеті здійснюється підготовка фахівців з дошкільної освіти, вчителів початкових класів, музичного та образотворчого мистецтва, історії.
Факультет фізичного виховання, біології та психології
Декан — Божик Микола Володимирович, кандидат педагогічних наук, доцент.
Факультет об'єднує чотири кафедри:
- кафедра теоретико-біологічних основ фізичного виховання(зав. кафедри — кандидат педагогічних наук, доцент Кучер Т. В.);
- кафедра теорії та методики фізичного виховання(зав. кафедри — кандидат наук з фізичного виховання та спорту, доцент Голуб В.А.);
- кафедра біології, екології та методики їх викладання (зав. кафедри — кандидат біологічних наук, доцент Кратко О. В.);
- кафедра психології і соціальної роботи (зав. кафедри — кандидат педагогічних наук, доцент Новак Т.В.).

Підготовка фахівців здійснюється за освітньо-кваліфікаційними рівнями:
- бакалавр
- магістр

Факультет готує вчителів фізичного виховання, тренерів, вчителів біології та екології, спеціалістів з соціальної роботи та психології
У структуру академії входить Кременецький педагогічний коледж.

## Відомі випускники
- Теодор (Мартинюк) (нар. 1974) — єпископ-помічник Тернопільсько-Зборівський УГКЦ.
- Гамера-Шмирко Тетяна Ярославівна (* 1983) — українська спортсменка-легкоатлетка. Спеціалізувалася в бігу на довгі дистанції.
- Долгіх Сергій Володимирович (1980—2014) — український військовик, солдат 128-ї гірсько-піхотної бригади, учасник війни на Сході України.
- Андрій Пушкар (нар. 1985 пом. 2018) — неодноразовий переможець світових та континентальних першостей рукоборства.[1]

## Герої захисники, які загинули захищаючи сувернітет та незалежність України
- БАХТІН Андрій Олександрович (17.08.1987–14.03.2022)
- МИКУЛИЧ Андрій Вікторович (23.12.1980–09.07.2022)
- ЯРЕМЧУК Андрій Олександрович (11.12.1991–17.10.2023)
- ВАСЮКОВ Володимир В’ячеславович (01.03.1982–29.10.2022)
- МОРДАС Володимир Васильович (29.10.1981–24.05.2022)
- БОБКО Олег Петрович (22.08.1995–30.12.2022)
- КОБЛЮК Олександр Миколайович (01.04.2001–13.04.2023)
- МАРКОВЦІЙ Олександр Михайлович (03.08.2001–28.09.2023)
- БОРОВЕЦЬ Роман Святославович (15.02.1994–14.10.2023)
- ХОРОЩАК Сергій Михайлович (01.09.1981–13.02.2023)
- БАЙ Сергій Вікторович (16.07.2004–27.10.2023)
- САВЧУК Андрій Богданович (25.10.1980–23.11.2023)
- ОСТАПЧУК Сергій Сергійович (17.12.1983–13.01.2023)
- НЕЧАЙ Володимир Олегович (25.03.1984–04.06.2022)
- ДРОБОЦЬКИЙ Олег Ігорович (29.10.1996–06.03.2023)
- МАЙБОРОДА Олександр Володимирович (04.10.1984–25.06.2023)
- ДЕРЕМЕШКО Роман Євгенович (23.04.2000–29.01.2024)
- ГАЙЧЕНЯ Олексій Миколайович (29.07.1987–19.02.2024)
- КОБЕРНИК Володимир Олегович (05.09.1981–31.01.2024)